# Guelf-Henri de Hanovre
Ne doit pas être confondu avec Guelf de Hanovre.
Guelf-Henri de Hanovre (en allemand : Welf-Heinrich von Hannover), prince de Hanovre, est né à Gmunden, en Autriche, le 11 mars 1923, et mort le 12 juillet 1997 à Francfort-sur-le-Main, en Allemagne. C'est un homme d'affaires allemand, membre de la maison de Hanovre.

## Famille
Le prince Guelf-Henri est le dernier fils d'Ernest-Auguste III (1887-1953), duc souverain de Brunswick et prétendant au trône de Hanovre, et de son épouse Victoria-Louise de Prusse (1892-1980), princesse de Prusse et d'Allemagne. Par son père, il est donc le petit-fils du prétendant Ernest-Auguste II de Hanovre (1845-1923) et de la princesse Thyra de Danemark (1853-1933) tandis que, par sa mère, il descend du Kaiser Guillaume II d'Allemagne (1859-1941) et de la princesse Augusta-Victoria de Schleswig-Holstein-Sonderbourg-Augustenbourg (1858-1921).
Le 20 septembre 1960, il épouse la princesse Alexandra d'Ysenbourg-Büdingen (en) (1937-2015), fille d'Othon-Frédéric III d'Ysenbourg-Büdingen (1904-1990) et de sa femme Félicité de Reuss-Köstritz (1914-1989). De ce mariage ne naît aucun enfant.

## Biographie
Né après l'abolition de la monarchie en Allemagne, le prince Guelf-Henri grandit entre l'Allemagne et l'Autriche, où son père possède de nombreux domaines. Trop jeune pour participer à la Seconde Guerre mondiale, il intègre cependant les Jeunesses hitlériennes et étudie ensuite le droit à l'université de Göttingen.
Une fois diplômé, le prince travaille comme avocat et prend la tête d'une entreprise d'import-export. En 1972, il se présente, sans succès, aux élections législatives régionales de Basse-Saxe. Son épouse, Alexandra, est quant à elle longtemps membre du conseil municipal de Francfort-sur-le-Main, sous l'étiquette de la CDU.
Le prince Guelf-Henri meurt des suites d'une longue maladie, en 1997.